# Bidessus saucius
Bidessus saucius är en skalbaggsart som först beskrevs av Desbrochers des Loges 1871.  Bidessus saucius ingår i släktet Bidessus och familjen dykare. Inga underarter finns listade i Catalogue of Life.